# Masarangala, Arkalgud
Masarangala là một làng thuộc tehsil Arkalgud, huyện Hassan, bang Karnataka, Ấn Độ.